# Free Space Optics

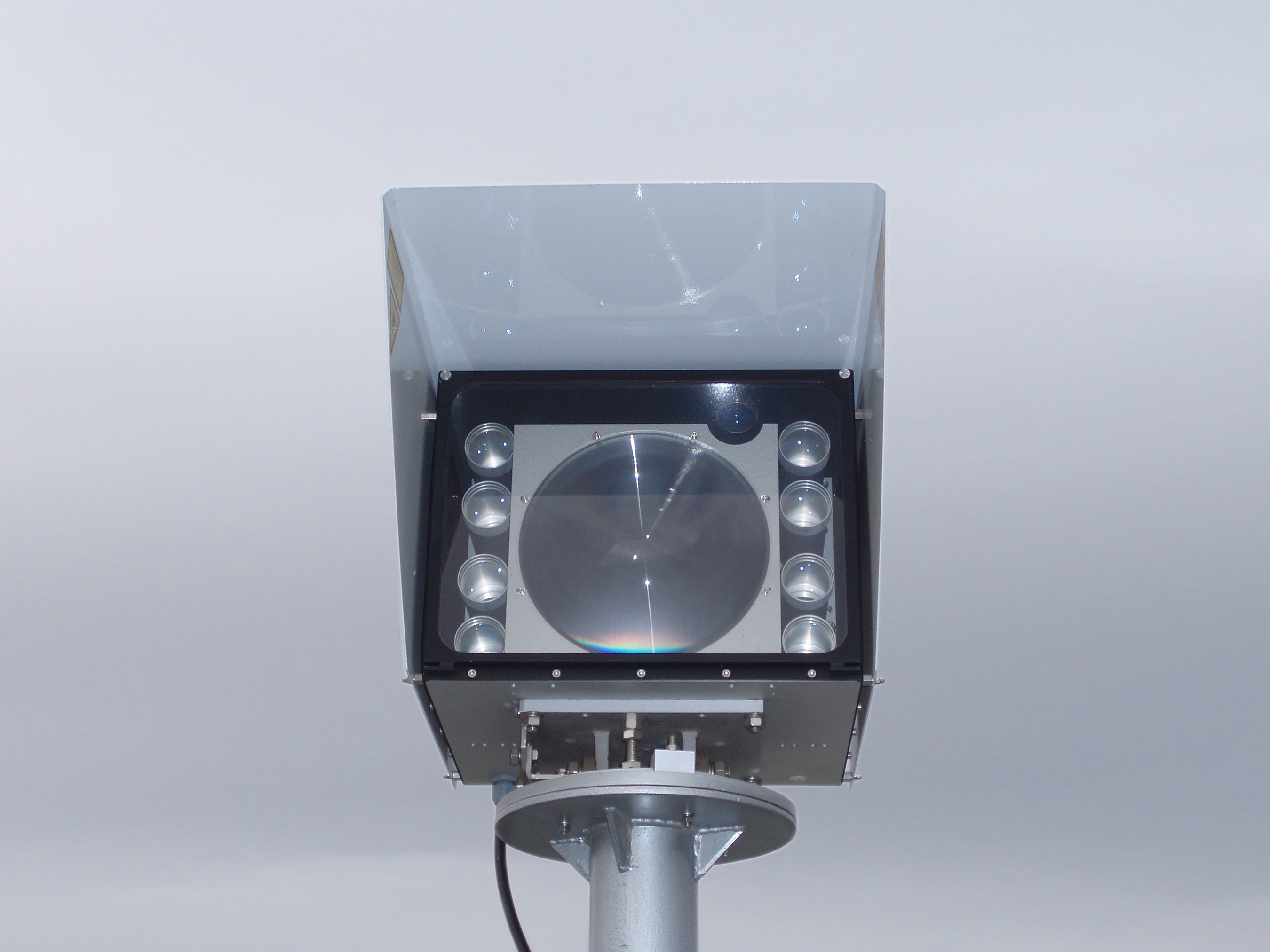
Ośmiowiązkowa głowica laserowa firmy LaserBit zapewniająca transmisję 1 Gbit/s na odległość 2 km lub transmisję 155 Mbit/s na odległość 4 km

Free Space Optics (FSO) – technologia bezprzewodowej komunikacji optycznej, która wykorzystuje emisję światła w wolnej przestrzeni do przesyłania danych pomiędzy dwoma punktami. Jest ona użyteczna w przypadku kiedy fizyczne połączenia przy pomocy kabli światłowodowych są niepraktyczne ze względu na wysokie koszty lub wysokie opłaty licencyjne za pasmo radiowe.

## Historia
Łączność optyczna, w różnych formach, wykorzystana jest od tysięcy lat. Starożytni Grecy wykorzystywali swoje wypolerowane tarcze do wysyłania sygnałów w czasie bitwy. W epoce nowożytnej wymyślono bezprzewodowy telegraf słoneczny – heliograf – który za pomocą kodowanych sygnałów służył do komunikowania się na duże odległości.
W 1880 roku Alexander Graham Bell i jego asystent Sarah Orr stworzyli fototelefon, który stał się najważniejszym wynalazkiem Bella. Urządzenie wykorzystywało do transmisji dźwięku wiązkę światła. 3 czerwca 1880 Bell przeprowadził pierwszą na świecie bezprzewodową transmisję telefoniczną między dwoma dachami odległymi o około 500 m.
Wynalazek lasera w 1960 zrewolucjonizował optykę wolnej przestrzeni. Organizacje wojskowe były szczególnie zainteresowane tą technologią w tamtych czasach, przyspieszając rozwój technologii FSO.
Pierwsze komercyjne systemy pojawiły się na rynku w 1985 roku i zapewniały przepustowość od 100 kbit do 34 Mb/s, w roku 1999 pojawiły się pierwsze komercyjne systemy zapewniające przepustowość 100-155 Mb/s, niedługo później 622 Mb/s, a obecnie przepustowości dochodzą nawet do 2,5 Gb/s, a prace nad 10 Gb/s już trwają.
FSO może działać do odległości kilku kilometrów (przy idealnych warunkach pogodowych nawet 6 km), jednakże system jest wrażliwy na zmiany pogody takie jak deszcz, mgła, czy śnieg. Wszystkie znacząco osłabiają sygnał, toteż w warunkach klimatycznych panujących w Polsce, w celu uzyskania stabilnego połączenia FSO, odległość nie powinna przekroczyć 1,5 km (przy założeniu dostępności 99,999% w skali roku). Celem zwielokrotnienia odległości praktycznie stosuje się połączenia szeregowe linków FSO co 1 km lub o topografii siatki, celem zwiększenia zasięgu dostępu do sieci.

## Zastosowania
Typowe zastosowania technologii:
- połączenia LAN-LAN między biurowcami z prędkościami Fast Ethernet lub Gigabit Ethernet.
- połączenia między stacjami BTS telefonii komórkowej
- sieci miejskie (topologia siatki lub pierścienia).
- rozwiązanie problemu ostatniej mili dla połączeń o prędkościach światłowodowych
- sieci konwergentne: dźwięk-dane-obraz.
- tymczasowe połączenia (np. transmisja obrazu HD z kamer, połączenia telebimów, dostęp do Internetu podczas igrzysk olimpijskich)
- szybkie odbudowywanie połączeń o dużych przepływnościach po zniszczeniach i różnych katastrofach
- alternatywa dla innych technologii bezprzewodowych lub współistnienie (np. Free Space Optics jako główne łącze, radiolinia jako zapasowe)
- jako dodatkowe zabezpieczenie sieci światłowodowych – redundancja

## Bezpieczeństwo danych
Bezpieczeństwo transmisji laserowej jest bardzo wysokie, ponieważ prawie nie ma możliwości przechwycenia sygnału przez inne urządzenie. Badania wykonane przez Rząd Amerykański określiły, iż systemy tego typu są bezpieczniejsze od połączeń światłowodowych, dlatego też stosowane są powszechnie przez wojsko, policję, jednostki i urzędy państwowe na całym Świecie.

## Zalety
- Łatwość wdrożenia i instalacji
- Zwolnienie z opłat za częstotliwości radiowe
- Duże przepływności (większe od radiolinii)
- Bardzo niska stopa błędów (BER)
- Odporność na zakłócenia elektromagnetyczne
- Pełny dupleks
- Przezroczystość dla protokołu (praca w warstwie fizycznej modelu OSI)
- Wysokie bezpieczeństwo danych ze względu na kierunkowość wiązki lasera i jej niewielką średnicę.
- Brak wymagań co do tzw. przestrzeni Fresnela

## Wady

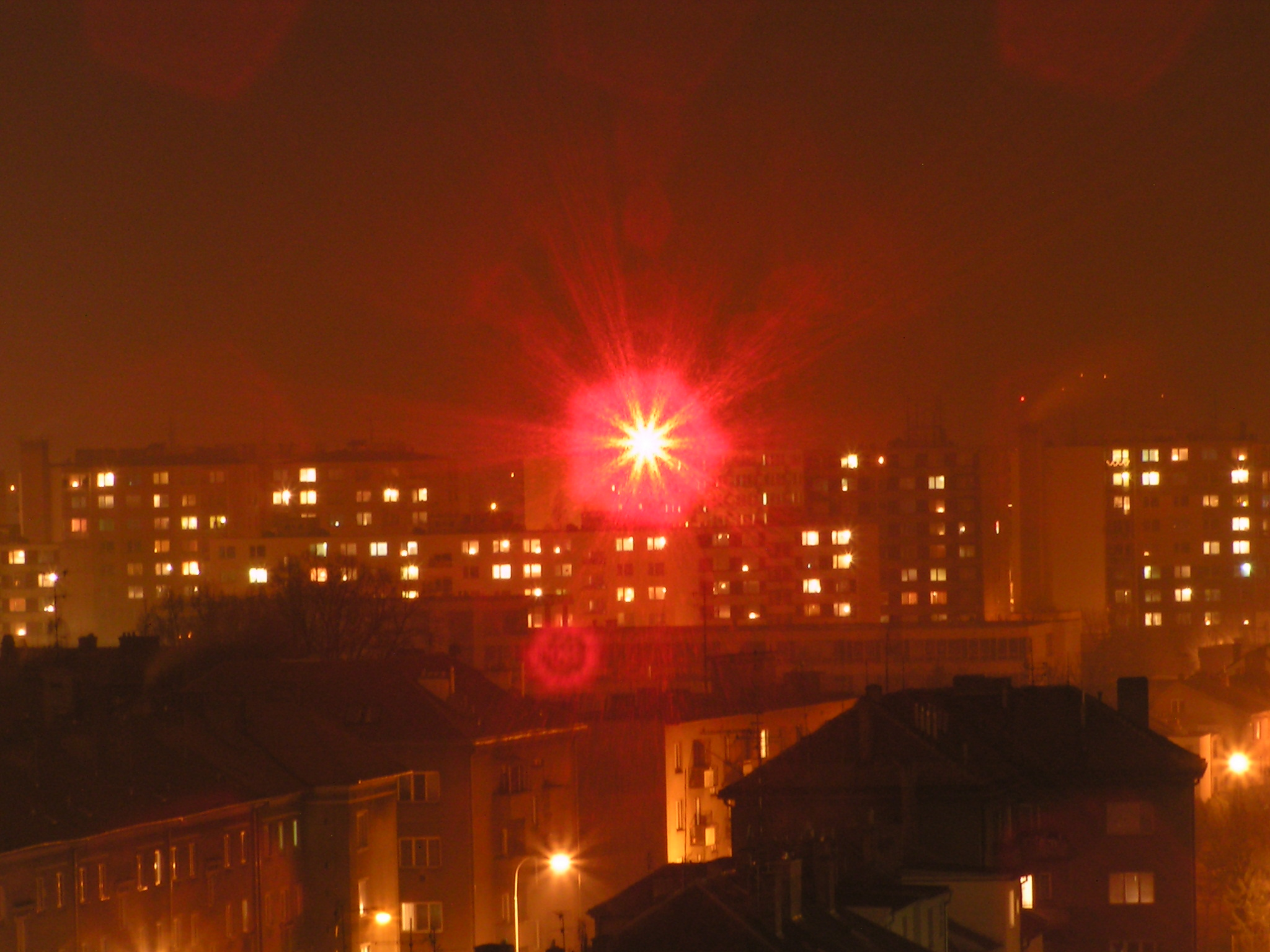
RONJA – Implementacja urządzenia FSO na licencji GNU wykorzystująca wiązkę czerwonego światła emitowanego przez diodę LED.

Do zastosowań naziemnych, głównymi czynnikami ograniczającymi komunikację do
2 km na warunki polskie, przy dostępności 99,999% w skali roku, są:
- absorpcja powietrza
- deszcz
- mgła (tłumienie od 10 do 100 dB/km)
- śnieg
- scyntylacja
- smog

Czynniki te powodują osłabienie sygnału na odbiorniku i prowadzą do zwiększenia stopy błędów (BER). Aby przezwyciężyć te problemy, sprzedawcy opatentowali kilka ciekawych rozwiązań, jak transmisja za pomocą kilku wiązek zamiast jednej lub kilka odbiorników, zastosowanie polaryzatorów, filtrów. Aby zachować bezpieczeństwo dla oczu, dobre systemy FSO mają ograniczoną gęstość mocy lasera (laser klasy 1 lub 1M).
Praktycznie jednak największy wpływ na urządzenia Free Space Optics ma bardzo gęsta mgła. Padający deszcz nie ma aż tak dużego wpływu na zwiększenie stopy błędów jak mgła. W Polsce (aglomeracje miejskie) bezpieczną odległością dla systemów FSO wynosi 2 km. Przy takiej odległości dostępność w skali roku wynosi 99,999%.

## Zwrot inwestycji
W treści tej sekcji od 2014-01 występują prawdopodobnie wyrażenia zwodnicze, co nie jest zgodne z zasadami przyjętymi w Wikipedii.
Dokładniejsze informacje o tym, co należy poprawić, być może znajdują się w dyskusji tej sekcji.
 Po wyeliminowaniu niedoskonałości należy usunąć szablon [[Szablon:Dopracować|]] z tej sekcji.
Koszt urządzeń FSO jest porównywalny z radioliniami dostępowymi pracującymi w pasmach licencjonowanych popularnie stosowanymi przez sieci komórkowe do łączenia stacji BTS czy dostawców internetu klasy operatorskiej, jednakże urządzenia FSO nazywane też Optical Wireless (Optyka Bezprzewodowa) oferują dużo wyższe przepływności, pełny dupleks i wysokie bezpieczeństwo. W dobie wysycenia częstotliwości radiowych w dużych aglomeracjach i ciągłe zapotrzebowanie na łącza szerokopasmowe urządzenia Free Space Optics mają przed sobą świetlaną przyszłość. Warto wspomnieć, że tzw. ROI (Return-of-Investments) czas zwrotu kosztów inwestycji jest bardzo szybki w porównaniu do dzierżawy linii światłowodowej od firm telekomunikacyjnych, czy budowy własnego światłowodu do połączenia np. biur w odległości 800 m od siebie.
Na transmisje tego typu nie są obecnie wymagane żadne zezwolenia.
Najczęściej spotykane na Polskim rynku głowice FSO: Laserbit (geodesy-fso), Plaintree, Optolink, LightPointe.

### Ciekawostki
Istnieją również tanie rozwiązania analogowe służące do komunikacji głosowej (kilka praktycznych przykładów ze strony modulated light), które umożliwiają komunikację głosową w jakości 'telefonicznej' na odległości do ~200 km.
Godnym uwagi jest też projekt czeski RONJA.
Opracowano również sieć mogącą pracować w topologii pierścienia, magistrali lub punkt-punkt. Medium transmisyjnym jest wiązka lasera o długości fali 650 nm i mocy wyjściowej mniejszej niż 5 mW.  Oprogramowanie mikrokontrolera PIC16F84A w stacji nadawczo/odbiorczej dokonuje filtracji pakietów i podejmuje decyzję o ich przyjęciu lub przekazaniu do następnego klienta sieci. Transmisja danych między transceiverem a urządzeniem sterującym (np. komputerem PC) dokonywana jest zgodnie ze standardem RS232.